# Muraditen
Die Muraditen-Dynastie stellte von 1613 bis 1705 die Beys von Tunis.

## Geschichte
1574 wurde Tunis von den Osmanen unter Führung von Turgut Reis erobert. Tunesien wurde damit eine Provinz des osmanischen Reiches. Die neuen Herrscher hatten aber wenig Interesse an Tunesien und ihre Bedeutung nahm ständig auf Kosten von lokalen Machthabern ab; es waren nur 4000 Janitscharen in Tunis stationiert.
Im Jahre 1590 kam es zu einem Janitscharenaufstand, durch den ein Dey an die Staatsspitze gesetzt wurde. Ihm war ein Bey unterstellt, der für die Verwaltung des Landes und die Steuereintreibung verantwortlich war. Der dem Bey gleichgestellte Pascha hatte nur die Aufgabe, den osmanischen Sultan zu repräsentieren.
Unter dem Dey Kara Osman riss Murad Bey die Herrschaft an sich. Nach einem Sieg über die Algerier ließ sich Murad Bey zum Pascha ausrufen und lenkte nach dem Tode Kara Osmans die Wahl des neuen Deys Jussuf ganz nach seinem Willen. Der erbliche Bey hielt den gewählten Dey dabei in völliger Abhängigkeit.
Murads Nachfolger Muhammad I. festigte die Macht der Beys. Erst unter der gemeinsamen Regierung der Beys Murad II. und Muhammad II., des Enkels Murads I., setzte die Hohe Pforte einen von den Brüdern ernannten Dey ab. Es brach ein Bürgerkrieg aus, der bis zum Tode Murads II. 1675 währte. Seine Söhne, Muhammad und Ali stritten um den Rang des Bey, versöhnten sich aber, als sich der tunesische Dey Achmed Schelebi gegen beide wendete. Sie zogen mit Hilfe des Deys von Algier vor Tunis, das sich mit dem Dey nach siebenmonatiger Belagerung am 30. Mai 1686 ergab.
Die Algerier, die sich als die eigentlichen Sieger betrachteten, pressten die Tunesier aus, so dass 1688 ein Aufstand losbrach, bei dem Ali Bey umkam. Der Dey Achmed Schelebi wurde durch eine hohe Geldsumme vom Dey von Algier befreit und übernahm wieder die Macht in Tunis. Der von Muhammad II. Bey zu Hilfe gerufene Dey von Algier besiegte Achmed 1694 und vertrieb ihn. Er beließ die bisherige Verfassung Tunesiens und bestätigte die Erblichkeit der Beys in der Familie der Muraditen, erzwang aber von Tunis die Anerkennung seiner Oberherrschaft und einen jährlichen Tribut.
Die Dynastie der Muraditen wurde durch Ibrahim ash Scharif 1702 durch einen Militäraufstand gestürzt. Die verbliebenen Prinzen der Muraditen-Dynastie wurden ermordet. In Tunis brachen erneut schwere Machtkämpfe zwischen Korsaren und den osmanischen Janitscharen aus. Es gelang Husain I. ibn Ali, einem osmanischen Kavalleriekommandeur aus Anatolien, die Macht an sich zu reißen, und die Dynastie der Husainiden zu begründen. Dabei wurde er aus Algerien unterstützt. In der Folgezeit befriedete er das Land und baute die Verwaltung mit Hilfe von Männern aus Istanbul weiter aus. Dadurch entstand eine neue Oberschicht, auf die sich die Husainiden stützen konnten. Nach der Sicherung seiner Macht setzte Husain I. ibn Ali die Erblichkeit seiner Herrschaft durch.

## Die Beys von Tunis der Muraditen-Dynastie (1613–1702)
- Murad I. Bey: 1613–1631
- Muhammad I. Bey: 1631–1662
- Murad II. Bey: 1662–1675
- Muhammad II. Bey: 1675
- Ali I. Bey: 1675
- Muhammad III. Bey: 1675
- Muhammad II. Bey (2. Mal): 1675–1676
- Ali I. Bey (2. Mal): 1676–1688
- Muhammad II. Bey (3. Mal): 1688–1695
- Ramadan Bey: 1695–1698
- Murad III. Bey: 1698–1702